# Amphilophus longimanus
Amphilophus longimanus es una especie de peces de la familia Cichlidae en el orden de los Perciformes.

## Morfología
Los machos pueden llegar alcanzar los 16 cm de longitud total.

## Distribución geográfica
Se encuentra en  América Central: zona  atlántica (desde el río Aguan - Honduras - hasta el río Prinzapolka - Nicaragua - y el río San Juan - Nicaragua-Costa Rica -) y zona  pacífica (desde el río Nahualate - Guatemala - hasta el río Bebedero - Costa Rica -).